# Чемпіонат Європи з футболу серед аматорів 1911
Чемпіонат Європи з футболу 1911 року — футбольний турнір, організований Міжнародною аматорською футбольною асоціацією (УІАФА). Відбувся в травні 1911 року у французькому місті Рубе і був частиною спортивних заходів, приурочених до Міжнародної виставки, що проходила в Рубе з 30 квітня по 6 листопада. УІАФА — це асоціація національних футбольних організацій, що була альтернативою ФІФА. Вона включала в себе національні асоціації, які з різних причин не входили на той момент до Міжнародна федерації футболу. З цієї причини матчі турніру не входять до офіційних реєстрів збірних.
Термін «Чемпіонат Європи» є неофіційним і широко використовується, передусім, у чеських джерелах. У Франції турнір називався «Великий європейський турнір» (фр. Grand Tournoi européen de football). Переможцем змагань стала збірна Богемії, що перемогла у вирішальному матчі аматорську збірну Англії з рахунком 2:1.

## Учасники
Участь у змаганнях брали збірні, що входили до Міжнародної аматорської футбольної асоціацієї (УІАФА). Союз французьких спортивних товариств (USFSA) вийшов з ФІФА в 1908 році. Збірну Франції представляли гравці паризьких клубів, а також футболісти команд «Расінг» (Рубе) і Олімпік (Лілль). Два гравці мали досвід виступів за збірну до 1908 року. Того ж 1908 року зі складу ФІФА виключили Богемію на вимогу Угорської асоціації. Після цього збірна Богемії і провідні клуби країни не могли проводити навіть товариські матчі з представниками країн, що входили до ФІФА. Основу збірної Богемії складали гравці празької «Славії» на чолі з головною зіркою Яном Кошеком. «Славія» вважалась однією з найсильніших команд континентальної Європи того часу, підтверджуючи це рядом дуже вдалих товариських матчів проти команд Центральної Європи і Британії в 1906—1908 роках. Представником Англії була Аматорська футбольна асоціація (АФА), що включала в себе відносно невелику кількість аматорських клубів Англії, розташованих переважно поблизу Лондона. Збірну АФА, представлену на турнірі, не варто плутати з тією аматорською збірною Англії, що перемагала на Олімпійських іграх 1908 і 1912 років. Четвертим учасником турніру мала стати збірна Швейцарії, але вона відмовилась. Вакантне місце зайняла збірна Півночі Франції, сформована з гравців клубів «Турсонь», «Стад Рубе», «Расінг» (Рубе) і Олімпік (Лілль).
- Франція-А
- Богемія
- Англія
- Північна Франція

## Матчі

### Півфінали
| 25 травня 1911 |

| Північна Франція | 1 — 2 | Англія |
| ---------------- | ----- | ------ |
|                  |       |        |

| Рубе |

| 28 травня 1911 |

| Богемія           | 4 — 1 | Франція  |
| ----------------- | ----- | -------- |
| Пілат Кошек Бєлка |       | Шандельє |

| Рубе Арбітр: Гарднер |

Богемія:. Карел Піммер — Мирослав Гайний, Ріхард Веселий — Емануель Бенда, Франтішек Росмайсль, Рудольф Голий — Мирослав Широкий, Йозеф Бєлка, Вацлав Пілат, Ян Кошек, Отто Богата. Тренер: Джон Мадден
Франція: Гай Де Гастін, Руксель, Огюст Шалбар, Ремі, Годен, Альфонс Ніколь (к) Карлос Бакро, Поль Шандельє, Альбер Елуа, Раймон Дюблі, Поль Воє

### Фінал
| 28 травня 1911 |

| Богемія              | 2 — 1 | Англія |
| -------------------- | ----- | ------ |
| Кошек 70' Богата 73' |       | ? 60'  |

| Рубе Глядачів: 8 000 |

Богемія: Карел Піммер — Мирослав Гайний, Ріхард Веселий — Емануель Бенда, Франтішек Росмайсль, Карел Коваржович — Мирослав Широкий, Рудольф Голий, Вацлав Пілат, Ян Кошек, Отто Богата. Тренер: Джон Мадден.
Англія: Тейлор — Джонсон, Шеттон — Вільсон, Сміт, Браянт І — Кінг, Стелбінгс, Діксов, Браянт ІІ, Гарденер

## Команда Богемії
Основу збірної складали гравці празької «Славія», до яких долучились два представники «Спарти» — Вацлав Пілат і Йозеф Бєлка. Очолював команду шотландський тренер Джон Вільям Мадден.
Безпосередньо перед турніром 25 травня збірна Богемії у Брюсселі переграла з рахунком 6:1 збірну Бельгії, федерація якої також входила до УІАФА.
Богемія — Бельгія — 6:1 (Голи: Ян Кошек (2), Вацлав Пілат (2), Отто Богата (2))
Богемія: Карел Піммер — Мирослав Гайний, Ріхард Веселий — Емануель Бенда, Франтішек Росмайсль, Рудольф Голий — Мирослав Широкий, Йозеф Бєлка, Вацлав Пілат, Ян Кошек, Отто Богата
Через тиждень після турніру в Рубе збірна Богемії здобула дві перемоги в матчах зі збірними французьких міст Париж (5:0) і Руан (6:3).
Після повернення на батьківщину на празькому вокзалі імені Франца Йосифа любительських чемпіонів Європи вітала кількатисячна армія уболівальників.

### Склад
| №  | Гравець             | Дата народження | Амплуа      | Клуб             |
| 1  | Карел Піммер        | ?               | воротар     | «Славія» (Прага) |
| 2  | Мирослав Гайний     | ?               | захисник    | «Славія» (Прага) |
| 3  | Ріхард Веселий      | 18 вересня 1881 | захисник    | «Славія» (Прага) |
| 4  | Емануель Бенда      | 2 лютого 1884   | півзахисник | «Славія» (Прага) |
| 5  | Франтішек Росмайсль | 25 квітня 1884  | півзахисник | «Славія» (Прага) |
| 6  | Рудольф Голий       | ?               | півзахисник | «Славія» (Прага) |
| 7  | Карел Коваржович    | ?               | півзахисник | «Сміхов» (Прага) |
| 8  | Мирослав Широкий    | 21 січня 1885   | нападник    | «Славія» (Прага) |
| 9  | Йозеф Бєлка         | 20 лютого 1886  | нападник    | «Спарта» (Прага) |
| 10 | Вацлав Пілат        | 6 травня 1888   | нападник    | «Спарта» (Прага) |
| 11 | Ян Кошек            | 18 липня 1884   | нападник    | «Славія» (Прага) |
| 12 | Отто Богата         | 1887            | нападник    | «Славія» (Прага) |
|    | Джон Вільям Мадден  | 11 червня 1865  | тренер      |                  |